# Évangéliaire de Gundohinus
L'Évangéliaire de Gundohinus est un manuscrit enluminé daté des années 754-755 contenant les évangiles. Il a été réalisé par un scribe du nom de Gundohinus. Il contient une des plus anciennes représentations figurées dans un manuscrit franc. Il est actuellement conservé à la bibliothèque municipale d'Autun.

## Historique
Le colophon (situé au f.186) indique que le manuscrit a été copié par un certain Gundohinus travaillant au sein du scriptorium de Vosevio (ou Vosevium). Il indique qu'il a été réalisé lors de la troisième année du règne de Pépin le Bref (soit vers 754-755) pour une dame de la cour de Pépin du nom de Fausta et un moine du nom de Fuculphus du monastère Sainte-Marie et Saint-Jean.
L'abbaye de Vosevio n'a jamais été localisée avec précision et divise les historiens. Pour certains, il s'agit de Luxeuil, celle-ci étant parfois désignée sous le nom de Vosges ou vosego, où elle est située. Pour d'autres, elle se trouverait près de Laon et le monastère Sainte-Marie et Saint-Jean est un ancien monastère de cette même ville fondée selon un autre texte par une certaine Salberga, sœur d'un certain Gundohinus et d'un Fuculph vers 650. Pour d'autres, elle se trouvait peut-être plutôt en Bourgogne, près d'Autun.

## Description

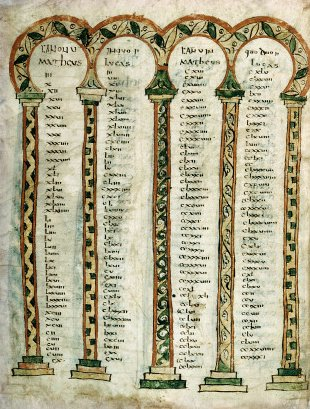
Page des canons de concordances, f.10v.

Le manuscrit contient une quarantaine de pages ornées ainsi que cinq pages de miniature en pleine page. L'une d'entre elles contient un Christ en gloire assis sur un trône entouré du tétramorphe (f.12v) ainsi que quatre pages représentant des portraits des évangélistes en fin d'ouvrage (f.186-188).
Le manuscrit est directement inspiré d'un ouvrage antique aujourd'hui disparu. Selon Lawrence Nees, il s'agirait d'un ouvrage originaire de Ravenne et datant du VIe siècle lui-même inspiré de motifs grecs byzantins qui se retrouvent dans le Christ en gloire du folio 12. Cette dernière influence est cependant contestée, ce motif se retrouvant aussi dans d'autres manuscrits occidentaux de la même époque ou plus anciens, comme le codex Amiatinus ou l'évangéliaire de Trèves.